# Mus saxicola
Mus saxicola is een knaagdier uit het geslacht Mus dat voorkomt in India, Zuid-Nepal en Zuid-Pakistan. Deze soort heeft een witte buikvacht. De bovenkant is bruin; de exacte kleur verschilt per populatie (van zandkleurig tot grijsbruin). Het is een middelgrote soort. De ondersoort M. s. gurkha is het enige lid van het ondergeslacht Pyromys dat geen stekelige vacht heeft. Vrouwtjes hebben 4+2=12 mammae. De kop-romplengte bedraagt gemiddeld 88,7 mm, de staartlengte 71,7 mm, de achtervoetlengte 18,16 mm, de schedellengte 24,77 mm en het gewicht 21,4 g. Op deze soort komt de luis Hoplopleura ramgarh voor. Het karyotype bedraagt 2n=22-26.